# Rottier
Rottier é uma comuna francesa na região administrativa de Auvérnia-Ródano-Alpes, no departamento de Drôme. Estende-se por uma área de 8,54 km². Em 2010 a comuna tinha 22 habitantes (densidade: 2,6 hab./km²).